# إرول فرازير
إرول فرازير (بالإنجليزية: Erroll Fraser)‏ هو متزلج سريع بريطاني، ولد في 30 يوليو 1950 في نيويورك في الولايات المتحدة، وتوفي في 24 ديسمبر 2002.

## وصلات خارجية
- إرول فرازير على موقع SpeedSkatingNews.info (الإنجليزية)
- إرول فرازير على موقع SpeedSkatingStats.com (الإنجليزية)
- إرول فرازير على موقع أوليمبيديا (الإنجليزية)